# Курши

Карта балтийских племён в конце XII — начале XIII веков.

Ку́рши или, реже, куро́ны (латыш. kurši; лит. kuršiai; др.-рус. кърсь, корязь; нем. Kuren) — западнобалтская народность, жившая в V—XVI веках на юго-восточном побережье Балтийского моря, на территории региона Курземе в современной Латвии и сегодняшней западной Литвы, а также на крайнем севере Калининградской области (в древней Скаловии), и давшая название Курляндии.
Куршские земли, за исключением земель Мегува (Паланга, Швентойи и окрестности) и Цеклис (Апуоле, Жемайтская Кальвария, Скуодас, Ретавас и окрестности), были завоёваны Ливонским орденом в 1267 году, а сами курши постепенно смешались с другими балтийскими народами, участвуя в этногенезе латышей и литовцев. Одними из прямых потомков куршей являются вымирающий народ Куршской косы: курсениеки, а также Куршские короли Курляндии.

## Этноним
На географической карте можно найти такие напоминания о куршах, как город Куршенай, Куршская коса и Куршский залив (в Литве и Калининградской области), посёлок Курши в Талсинском крае, посёлки Курши и Курсиши в Салдусском крае (в Латвии), былое название города Пионерский (город) и посёлка Ракитино в Калининградской области, населённые пункты Куршеляй в Клайпедском районе, Куршишкяй в Молетском районе, Куршай в Кялмесском, Тельшяйском и Укмергском районе, Куршяй в Кялмесском, Паневежском, Тельшяйском и др. районах Литвы. Названия городов Паланга, Кретинга, посёлок Гондинга в Плунгеском районе и др. этимологически выводятся из куршского языка.

## История

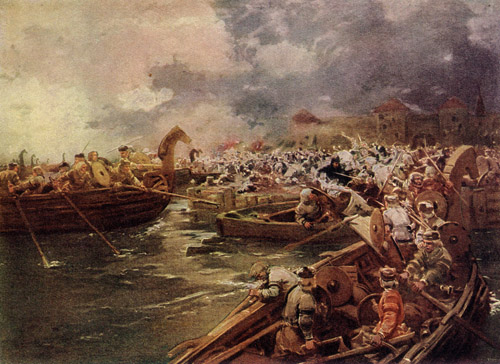
Нападение куршей на Ригу 12 июля 1210 года, художник Вольдемарс Вимба.

### Ранняя история
В бронзовый век (1500—500 г. до н. э.) определяется граница Курземских балтов (западнобалтская культура курганных погребений) и финно-угров.
В I веке Тацит, VI веке — Иордан, IX веке — Вульфстан и Эйнхард пишет про эстов (aestorum, aesti, easti, esti), которых уверенно можно отождествить с пруссами, — ближайшими родственниками куршей.
В I столетии Птолемей (ок. 90-168) на своих картах, возле берегов Балтийского моря отметил галиндов (galindai) и судавов (soudinai). Высказано мнение, что им упомянутые boruskai и kareotai соответственно пруссы и курши, однако это слабо обоснованное предположение.
В Гробине с 650 года существовало большое поселение скандинавов, которое курши отвоевали около 800 года. Возможно, о существовании этого поселения свидетельствует сага про шведского короля Ивара Видфамне, до 695 года завоевавшего Гардарики, основной ареал которой охватывал территорию нынешнего северо-запада России.
В 875 году католический миссионер написал работу «Vita s. Anskarii», часть которой посвящена куршам (см. ниже «Римберт, ученик Ангарса, о куршах»). Он сообщает, что в 853 году датчане вторглись в Курсу, но были разбиты. Узнав об этом, шведский король Олаф напал на главный порт Курсы Сеебург и сжёг его, окружил городище Апуоле и получил от куршей богатый выкуп и заложников. От Римберта известно, что уже в IX веке у куршей было государственное образование, состоявшее из пяти княжеств, — regnum vero ipsum quinque habebat civitates. Civitates на германских языках называли небольшие княжества, в каждом из которых был свой повелитель, господин (princeps, Kleikönig), в свою очередь regnum было государством, в котором правил король или правитель (rex).
Отрывочные, дошедшие до нас исторические свидетельства показывают, что в IX—XII веках курши продолжают как торговать, так и вести войну со скандинавами. Известны два куршских правителя, во второй половине IX века воевавших с викингами,— Локер (возможно с куршского Loķis, — «Медведь») и Дорно.
Около 925 году в Курсе разбойничает исландский викинг Эгиль Скаллагримссон.
В 1170 году курши грабят Эланд. В первый день они побеждают подоспевших датчан. Саксон Грамматик пишет, что «курши провели ночь, воспевая военные песни». На следующий день они допустили тактическую ошибку и проиграли сражение.

### Крестовые войны XIII века
В XIII веке курши столкнулись с Ливонским орденом и более полувека вели с ним ожесточённую борьбу. В 1210 году курши возле Готланда в морском сражении нанесли поражение крестоносцам, которые возвращались в Германию, однако предпринятая в том же году попытка флотилии куршей захватить немецкий форпост Ригу потерпела неудачу.
В 1228 году курши совместно с земгалами разрушили хорошо укреплённый Даугавгривский монастырь. В ответ в 1229 году крестоносцы впервые вторглись в земли куронов и опустошили куршские земли в долине Абавы. После похода там начался голод, и курши из долины Абавы просили у рижских торговцев хлеб, со своей стороны обещая принять католичество и стать вассалами рижского епископа. В 1230 году куршские старейшины Ванемы заключили мирный договор на торжественной церемонии в Риге, и позже эту землю начали называть «Мирной Курсой».
В 1232 году курши Бандавы, Ванемы и Вентавы заключили договор с Папой Римским. Два года спустя легат папы произвёл первым епископом Курляндии монаха Энгелбэрта, которого курши убили во время восстания после битвы при Сауле в 1236 году. В 1242 году крестоносцы заново вторглись в куршские земли и курши были вынуждены восстановить мирные договоры.
В 1252 году Ливонский орден в южных землях куршей с позволения Миндовга построил замок Мемелбург (ныне Клайпеда). В последующем году 40 000 самбийцев осаждали этот замок, безуспешно стараясь его захватить.
После победы литовцев над крестоносцами в битве при Дурбе курши снова восстали против немецкого владычества. Они просили помощи у жемайтов. Восстание удалось подавить только после того, как королём Литвы стал православный Войшелк, который в 1265 году заключил мир с орденом и перестал поддерживать некрещённых союзников своего противника Тройната — жемайтов, пруссов, куршей и земгалов.
К 1267 году было покорено большинство северных куршей, кроме жителей Цеклиса и Мегувы.
В XIII—XIV веках начался процесс ассимиляции северных куршей земгалами и южных — литовцами, а также массовая миграция куршей из северных земель в земли Цеклис, Мегува и Пилсотас. Последние упоминания о куршах, как о народе относятся к концу XVI века. Последние носители куршского языка вымерли к середине XVII века.

## Культура
На территории, где проживали курши, известно около 100 городищ, которые обычно находятся в непосредственной близости от воды. Чаще всего выбирали мысы изгибов рек или между двумя рвами. Площадка отделена от окрестности одним или несколькими валами и канавой. Реже городища устраивали в обособленных холмах. Площадки куршских городищ достигают 10 000 м², однако чаще всего их площадь составляет от 500 до 3000 м². Для многих городищ составная часть были у подножье находящийся поселения. Некоторые из них занимали 50 000 м².

### Верования
Куршская мифология была схожа с мифологией и природными культами других балтских народов (особенно пруссов и литовцев) и ливов. В булле от 5 октября 1199 года папа римский Иннокентий III призывал на крестовый поход против Ливонии и там живущих варваров, которые «поклоняются животным, лиственным деревьям, прозрачным водам, зелёной траве и нечистым духам».
Высшим божеством являлся Перкунас. Далее следует упомянуть немалое количество (несколько сот) богинь-матерей — Земляная мать, Лесная мать, Водяная мать, Речная мать и другие. Лайма и Декла (особенно в Курляндии) считались рожаницами судьбы, Юмис — бог плодородия, Усиньш — покровитель лошадей. Большое место занимал культ почитания душ умерших предков.
С X века курши переходят на кремацию умерших, которых сжигали вместе с украшениями, оружием и орудиями труда. Своеобразным приданым были миниатюрные предметы в виде маленьких сосудов, украшений, оружия и др., которые являлись символами обычных вещей. Эту традицию кремации в 1413 наблюдал рыцарь, дипломат и путешественник Жильбер де Ланнуа. Он пишет: «…своих умерших [часть куршей], одетых и лучшими украшениями украшенных, вместо захоронения сжигают в ближайшем лесу или роще из дубовой древесины; и они считают, если дым поднимается прямо вверх к небесам, душа спасена…» Под влиянием христианства сжигание покойников исчезает в XIV—XV веке.
Очевидно, у куршей не существовало храмов. Иначе крестоносцы бы их разрушали, как это происходило в землях западных славян. Вместо этого были святые леса, рощи, холмы, поля и реки где не разрешалось рубить деревья, пахать землю и ловить рыбу.
С XIII века письменные источники сообщают о святых лесах куршей. Впервые «святые леса» упоминается в договоре Курляндского епископа Генриха Курляндского от 1252 года в связи с основанием прихода. Святые леса фигурируют о средневековых документах как неотъемлемая часть культурной среды всей Курляндии.
В 1584 году аптекарь из Кёнигсберга Рейнголд Лубенау свидетельствовал, что курши свой «священный лес» никогда не рубят и охотятся там один раз в год во время Рождества: «Пойманным косулям, оленям и зайцам сняли кожу, мясо пожарили и, дабы почтить души своих родителей, предков и детей и родственников, вокруг стола много свечек налепили, и потом ели и пили и нам предлагали.. позже женщины и мужчины танцевали, также дети; продолжалось так всю ночь. Когда наконец все пошли спать, они просили нас кушать и с собой брать сколько пожелаем; потому что оставшейся они не ели».
Курляндский церковный инспектор Соломон Хеннинг (Salomon Henning) в работе «Salomon Henning’s lifflendische churlendische Chronica von 1554 bis 1590…» писал, что Курземские латыши считали ужей и жаб божествами, и если кого из них убили, приходили старые причитальщицы и вопили: Man pene Math, man pene math (Моя молочная мать, моя молочная мать).

### Украшения
Одним из самых частых украшений были шейные гривны, витые из трёх массивных бронзовых проволок.
Как женщины, так и мужчины носили ожерелья из бус,— как из стекла, так и бронзы и янтаря.
Также курши изготавливали браслеты, декоративные булавки, разнообразные кольца и фибулы.
Браслеты — самое красивое и чаще всего находимое куршское украшение. Они были как лентовидные и спиральные, так и украшенные звероголовыми концами. Женщины носили даже по 6-10 лентовидных браслетов на одной руке.

## Земли куршей в XΙΙΙ веке

Курса в XΙΙΙ веке.

Куршские земли впервые документированы в 1230 году и в 1231 году в договорах между папским легатом в Прибалтике Балдуином из Альны (немец. Baldwin von d’Aule, франц. Baudoin d’Aulne) и куршским правителем Ламекином. Договоры о разделе земель южной Курсы заключались между Ливонским орденом и Курземским епископом в 1252 году и в 1253 году. Помимо этих девяти княжеств названы около 190 куршских поселений. Почти все поселения идентифицированы, что позволяет точно установить границы куршских земель. Большинство этих селений существуют и поныне.
- Бандава, на латинском terra Bandowe (ныне частычно Айзпутский, Алсунгский, Кулдигский, Приекульский, Скрундский и Вайнёдский края в Латвии)
- Дувзаре, terra Dowzare, Duizare (ныне Ницский и Руцавский края, частично Приекульский край в Латвии и небольшая территория в Литве — центр земли Сенойи Импилтис и Бутинге)
- Цеклис, terra Ceklis (ныне Скуодасский, Кретингский, Тельшяйский и Плунгеский районы в Литве)
- Мегава, terra Megowe (ныне город Паланга, частично Кретингский район в Литве)
- Пиемаре, terra Bihavelanc (ныне город Лиепая и Дурбский, Гробинский и Павилостский края в Латвии)
- Пилсатс, terra Pilsaten (ныне часть Клайпедского уезда в Литве)
- Ванема, или Мирная Курса terra de Wanneman sive Vredecuronia (ныне Дундагский, Энгурский, Мерсрагский, Ройский края, западная часть Талсинского и Вентспилсского края, северная частьТукумского края в Латвии); в районах вдоль побережья Рижского залива и Ирбенского пролива проживали ливы, курши жили главным образом во внутренних областях вблизи городищ
- Вентава, terra Saggara, нем. Wynda или Winda (ныне частично Вентспилсский край и небольшая часть Кулдигского края в Латвии); курши завоёвывают Вентаву в XΙ-XΙΙ столетии, вытесняя или асимилировая там живущих местных финно-угров.
- Земля между Скрундой и Земгалией или Междуземлье (ныне бо́льшая часть Салдусского края и небольшая часть Броценского края в Латвии)

## Курши в исторических документах

### Курши в Саге об Эгиле (о периоде ~850)

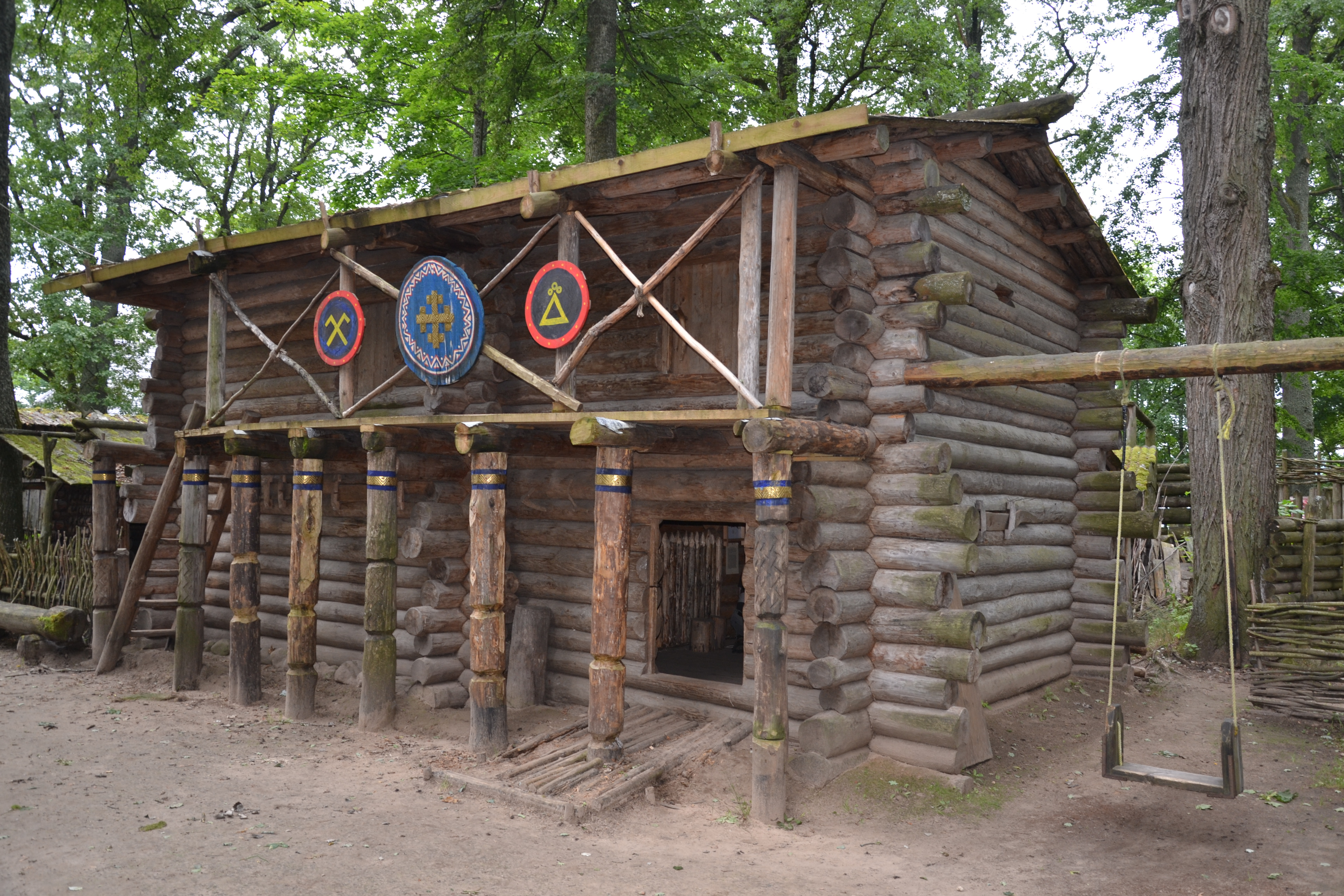
Реконструированный дом знатного курша в Лиелварде.

Торольв и Эгиль жили у Торира в большом почете. А весной братья снарядили большой боевой корабль, набрали на него людей и отправились воевать в восточные земли. Они много раз вступали в бой и добыли себе большое богатство.
Приехали они в Курляндию, пристали к берегу и договорились с жителями полмесяца сохранять мир и торговать. Когда этот срок истек, они стали совершать набеги, высаживаясь в разных местах.
Однажды они высадились в широком устье реки…

### Римберт, ученикАнсгара, о куршах (876)
Власти свеонов издавна подчинялось некое племя, обитавшее далеко от них и называвшееся куры. Но вот уже в течение долгого времени куры бунтовали и не признавали их власть. Зная об этом, даны в то время, когда епископ уже прибыл в Свеонию [852-853 гг.], собрав множество кораблей, отправились в тамошнюю страну, желая разграбить добро её жителей и подчинить их себе. В этом государстве было пять городов.
Итак, жившие там люди, узнав об их приходе, собрались вместе и стали мужественно бороться и защищаться. Одержав победу и уничтожив в резне половину данов, они разграбили половину их кораблей, захватив у них золото, серебро и много другой добычи.
Услыхав об этом, вышеупомянутый король Олаф и народ свеонов, желая стяжать себе имя тех, кому удалось совершить то, чего не сделали даны, тем более что раньше куры подчинялись им, собрали бесчисленное войско и явились в тамошние края. Сначала они неожиданно подошли к некоему городу их государства, называемому Сеебург, в котором находились семь тысяч воинов, и, совершенно опустошив и разграбив, подожгли его.
Оттуда ободренные духом, оставив корабли, они за пять дней с свирепыми сердцами поспешно прибыли к другому тамошнему городу, который звался Апулия. Было же в этом городе пятнадцать тысяч бойцов. Итак, когда они подошли к городу, жители заперлись в нём. Они стали осаждать город снаружи, те мужественно защищать его изнутри; они гнали их внутрь, те отбрасывали их наружу. Так прошло восемь дней. Всякий день с утра до вечера усердствовали враги в битве, и многие с обеих сторон пали, однако ни те, ни другие не могли добиться победы. И вот, на девятый день народ свеонов, утомленный столь долгой борьбой, начал изнемогать и с испугом и дрожью в сердце помышлять лишь о том, как бежать оттуда, говоря: «Здесь нам не будет удачи, а корабли наши далеко». Ибо, как мы говорили выше, путь до гавани, в которой стояли их корабли, составлял пять дней. И когда они, приведенные в чрезвычайное замешательство, совершенно не знали, что им делать, было решено выяснить посредством жребия, кто из их богов желает им помочь, дабы они либо победили, либо ушли оттуда живыми. И вот, бросив жребий, они не смогли отыскать никого из богов, кто бы хотел оказать им помощь. Когда об этом было объявлено в народе, в лагере раздались громкие стоны и вопли, и оставило свеонов всякое мужество. Они говорили: «Что делать нам, несчастным? Боги отвернулись от нас. и никто из них не помощник нам. Куда убежим мы? Вот, корабли наши далеко, и когда мы будем бежать, враги, преследуя нас, совершенно нас истребят. На что надеяться нам?»
И когда они оказались в таком тяжелом положении, некоторые из купцов, помнившие обычай учения епископа, стали говорить им: «Бог христиан очень часто помогает взывающим к Нему, Он — могущественнейший в подмоге. Узнаем же, желает ли Он быть с нами, и обещаем ему, что весьма охотно дадим угодные ему обеты». Итак, после всеобщей смиренной просьбы был брошен жребий, обнаруживший, что Христу угодно им помочь. После того как это было публично всем объявлено, все сердца вдруг укрепились, так что свеоны бесстрашно возжелали немедленно пойти на приступ города, говоря: «Чего нам теперь опасаться и чего бояться? С нами Христос. Так будем биться и мужественно бороться, и ничто не сможет нам противостоять; не уйдет от нас эта победа, ибо нам помощником могущественнейший из богов». Все они, собравшись вместе, с радостным и укрепленным духом бросились на завоевание города.
Когда же они окружили город и хотели начать битву, те, кто находился внутри, решили начать переговоры о выдаче откупа. Король свеонов согласился на это, и они тотчас это и сделали: «Мир уже угоден нам больше, чем война, и мы желаем заключить с вами договор. Прежде всего, мы даем вам в залог мира то золото и оружие, которые мы приобрели в прошлом году в качестве добычи у данов. Затем, за каждого человека, находящегося в городе, мы даем полфунта серебра. Мы будем выплачивать вам дань больше той, что платили раньше, дадим заложников и желаем отныне, как и прежде, подчиняться вам и покорно пребывать под вашей властью».
Однако, после того как [осажденные] это предложили, души молодых людей не могли сразу успокоиться, но сделались ещё более возбуждены, и они, неустрашимые, хотели биться, говоря, что силой оружия возьмут город и разграбят все, что там есть, а жителей уведут пленниками. Но король и знатнейшие, последовав более здравому совету, приняли условия осажденных и заключили договор. Взяв бесчисленные богатства и тридцать заложников, они с весельем возвратились к себе.

### Адам Бременскийо куршах (~1080)
Лаланд расположен ближе к пределам склавов. Сии пятнадцать островов принадлежат к королевству данов. Все они украшены светом христианства. Дальше за ними лежат и другие острова, последние подчиняются власти свеонов. Самым-большим из них, пожалуй, является Курланд. Его величина составляет восемь дней пути. Там обитает племя, которого все избегают, из-за того что жителям этого края свойственно чрезмерное почитание идолов. [На Курланде] много золота и превосходные кони. Все там кишит прорицателями, авгурами и черноризцами, [которые даже ходят в монашеском облачении]. Со всего света съезжаются туда за пророчествами, а особенно часто из Испании и Греции. Мы полагаем, что именно этот остров в «Житии святого Ансгария» назван Куры, платившим в те времена дань свеонам. Сейчас — благодаря стараниям одного торговца, которого посредством многих даров приманил туда король данов, — на сем острове построена одна церковь. Эту историю, радуясь о Господе, рассказал мне сам король.

### Генрих Латвийскийо куршах (1210)
Шел двенадцатый год епископства, и церковь жила в тишине, но лишь немного дней. Ибо, когда епископ с пилигримами уехал в Тевтонию, а в Ливонии остались его люди с некоторыми пилигримами, внезапно враги рода христианского, куры, с восемью пиратскими судами появились на морском побережье у Зунда.
 Увидев их, пилигримы сошли с больших грузовых кораблей (de coggonibus), сели в меньшие и поспешили к язычникам, но при этом ладьи неосмотрительно торопились, стараясь опередить друг друга и пораньше добраться до врагов. Куры же, разгрузив спереди свои разбойничьи суда, двинули их навстречу идущим и, соединив по два, между каждой парой оставили пустое пространство. Пилигримы, подойдя на двух первых ладьях, или малых кораблях, были вовлечены в этот промежуток между пиратскими судами и со своих маленьких суденьшек не могли достать до врагов, стоявших высоко вверху над ними.Поэтому одни из них были перебиты вражескими копьями, другие потонули, некоторые были ранены, а иные вернулись к своим большим кораблям и спаслись. Куры, собрав тела убитых, обнажили их, а одежду и прочую добычу разделили между собой. Впоследствии трупы были подобраны жителями Готландии и благоговейно похоронены. Всего там пало около тридцати человек рыцарей и других. Епископ несколько дней скорбел о своих, но он знал, что полезны преследования терпящим их, ибо блаженны, кто терпит преследования за правду, и как сосуды из глины испытуются печью, так мужи правды - испытанием страдания.

### Договор между северо-восточными куршами и легатом папы Римского братомБалдуином из Альны(1231)
Брат Балдуин, монах из Альны ордена цистерианцев, господина Оттона, кардинальского диакона в тулианском монастыре святого Николая, легата апостольского наместника, пенитентиарий и посол в Ливонии, всем, к коим настоящая грамота прибудет, во веки.
Когда по милосердному внушению Духа Святого, где, когда и сколько возжелает, благоприятствующему нам, сколь бы недостойными управителями и попечителями мы ни были, язычники из земель куршей, а именно от Бандове, из Ваннеман, от [живущих] по ту сторону Венты, от деревень, названия коих таковы: Ренде, Валегалле, Матикхуле, Ванне, Пирре, Угенессе, Ка[н]дове, Анзес, Талсе, Аровелле, Попэ и от многих других, восприняли христианскую веру, то ради этого они дали своих заложников и приняли возрождающее таинство святого крещения.
Мы же с общего совета и согласия рижской церкви, воинов Христовых, всех сообща паломников, всех рижских граждан и купцов, в таковое соглашение с ними вошли и условие скрепили; а именно:
Что они принимают епископа, назначенного властью господина папы, и по непреложному обычаю прочих христиан ему во всем и при всех обстоятельствах повинуются и постоянно при всех обстоятельствах предоставляют своему епископу и своим прелатам те же самые права, которых придерживаются истинные христиане.
Они постоянно принимают священников, назначенных им нашей властью, с почетом обеспечивают их всем необходимым и им, как истинные христиане, во всем повинуются и при всех обстоятельствах их спасительным указаниям следуют; их от врагов будто самих себя защищают; от них все, как мужи, так жены и дети, тотчас приемлют возрождающее таинство святого крещения и отправляют прочие христианские обряды.
Походы против язычников, необходимо совершаемые как ради защиты христианской земли, так и ради распространения веры [Христовой], они участят, сообразуясь с непорочной волей господина папы во всем.
Дабы придать этому неизменную крепость, мы скрепили настоящую грамоту, после того как она была написана, прикрепив печать достопочтенных отцов господина Германа леальского епископа, Теодерика аббата из Дюнамюнде, в присутствии коих это было совершено, печать нашу и всех паломников.
Составлено в лето господне 1230, в шестнадцатые февральские календы.